# Harold Loeb
Harold Loeb (ur. 1891, zm. 1974) – amerykański pisarz i publicysta.
Harold Loeb studiował na Princeton University. W tym czasie uczył się boksu, ale porzucił tę drogę. Po wojnie przebywał w Paryżu z innymi znanymi pisarzami straconego pokolenia, m.in. Ernestem Hemingwayem. Popadł z nim w konflikt o Lady Duff Twysden, który Hemingway opisał później w powieści Słońce też wschodzi. Był skłócony również z Kathleen Eaton Cannell. Wówczas pracował jako edytor i publicysta w gazecie Broom, wspólnie z Alfredem Kreymborgiem. W 1959 roku wydał wspomnienia The Way it Was: A Memoir.
Był żonaty z Marjorie Content z którą miał dwójkę dzieci. Jego kuzynką była Peggy Guggenheim.